# شغل جدیدش
شغل جدیدش (انگلیسی: His New Job) فیلمی به کارگردانی چارلی چاپلین است که در سال ۱۹۱۵ منتشر شد. از بازیگران آن می‌توان به چارلی چاپلین، بن ترپین، لئو وایت، اگنس ایرز، رابرت بولدر و گلوریا سوانسون اشاره کرد.